# あかね台 (横浜市)
あかね台（あかねだい）は、神奈川県横浜市青葉区にある町名。現行行政地名はあかね台一丁目及びあかね台二丁目。住居表示未実施区域。

## 地理
青葉区西部に位置する東急不動産の分譲になる新興住宅街である。域内は東側の一丁目、西側の二丁目に分かれる。東・南・北を恩田町に囲まれ、西側は町田市成瀬四丁目・五丁目と接する。

### 地価
住宅地の地価は、2025年（令和7年）1月1日の公示地価によれば、あかね台1丁目20番23の地点で18万5000円/m²となっている。

## 歴史

### 町名の由来
現町域のほぼ半分を占めた字「西ケ谷」に多年生のつる植物アカネが群生しており、その根を健康増進の薬として煎じて飲んでいたことと、字名の「西」とアカネの漢字「茜」の字体が類似しているため。地名の新設にあたり、地元の要望で瑞祥地名として「あかね台」と名付けられた。

### 沿革
- 1990年（平成2年）2月18日 - 土地区画整理事業（上恩田）[7]に伴い、緑区恩田町の一部から横浜市緑区あかね台を新設[8]。
- 1994年（平成6年）11月6日 - 港北区と緑区を再編し、青葉区と都筑区を新設。横浜市青葉区あかね台となる[9]。

### 町名の変遷
| 実施後         | 実施年月日               | 実施前（各町名ともその一部） |
| -------------- | ------------------------ | ---------------------------- |
| あかね台一丁目 | 1990年（平成2年）2月18日 | 恩田町の一部                 |
| あかね台二丁目 | 1990年（平成2年）2月18日 | 恩田町の一部                 |

## 世帯数と人口
2025年（令和7年）6月30日現在（横浜市発表）の世帯数と人口は以下の通りである。
| 丁目           | 世帯数    | 人口    |
| -------------- | --------- | ------- |
| あかね台一丁目 | 1,225世帯 | 2,904人 |
| あかね台二丁目 | 938世帯   | 2,251人 |
| 計             | 2,163世帯 | 5,155人 |

### 人口の変遷
国勢調査による人口の推移。
| 年                 | 人口  |
| ------------------ | ----- |
| 1995年（平成7年）  | 2,071 |
| 2000年（平成12年） | 3,711 |
| 2005年（平成17年） | 4,836 |
| 2010年（平成22年） | 5,054 |
| 2015年（平成27年） | 5,053 |
| 2020年（令和2年）  | 4,990 |

### 世帯数の変遷
国勢調査による世帯数の推移。
| 年                 | 世帯数 |
| ------------------ | ------ |
| 1995年（平成7年）  | 666    |
| 2000年（平成12年） | 1,158  |
| 2005年（平成17年） | 1,507  |
| 2010年（平成22年） | 1,703  |
| 2015年（平成27年） | 1,767  |
| 2020年（令和2年）  | 1,892  |

## 学区
市立小・中学校に通う場合、学区は以下の通りとなる（2024年11月時点）。
| 丁目           | 番地 | 小学校             | 中学校                 |
| -------------- | ---- | ------------------ | ---------------------- |
| あかね台一丁目 | 全域 | 横浜市立田奈小学校 | 横浜市立あかね台中学校 |
| あかね台二丁目 | 全域 | 横浜市立田奈小学校 | 横浜市立あかね台中学校 |

## 事業所
2021年（令和3年）現在の経済センサス調査による事業所数と従業員数は以下の通りである。
| 丁目           | 事業所数 | 従業員数 |
| -------------- | -------- | -------- |
| あかね台一丁目 | 42事業所 | 240人    |
| あかね台二丁目 | 21事業所 | 157人    |
| 計             | 63事業所 | 397人    |

### 事業者数の変遷
経済センサスによる事業所数の推移。
| 年                 | 事業者数 |
| ------------------ | -------- |
| 2016年（平成28年） | 48       |
| 2021年（令和3年）  | 63       |

### 従業員数の変遷
経済センサスによる従業員数の推移。
| 年                 | 従業員数 |
| ------------------ | -------- |
| 2016年（平成28年） | 335      |
| 2021年（令和3年）  | 397      |

## 施設
- 横浜市立あかね台中学校
- あかね台熊の谷公園
- あかね台西が谷公園
- あかね台鍛冶谷公園
- あかね台堀の内公園
- あかね台宮の台公園
- あかね台第一公園
- あかね台第二公園
- あかね台第三公園
- 上恩田杉山神社

## 交通
恩田町の東急こどもの国線恩田駅があかね台との境界付近に立地する。また、東急田園都市線青葉台駅から「あかね台」バス停を経由する東急バス恩田線・松風台線（青55系統）が、JR横浜線長津田駅から町内の「熊の谷公園」バス停を経由する神奈川中央交通津02・04系統がそれぞれ運行されている。

## その他

### 日本郵便
- 郵便番号 : 227-0066[3]（集配局：青葉郵便局[19]）

### 警察
町内の警察の管轄区域は以下の通りである。
| 丁目           | 番・番地等 | 警察署     | 交番・駐在所 |
| -------------- | ---------- | ---------- | ------------ |
| あかね台一丁目 | 全域       | 青葉警察署 | 田奈駅前交番 |
| あかね台二丁目 | 全域       | 青葉警察署 | 田奈駅前交番 |